# 에이머스 (음악 그룹)
에이머스(Aimers)는 대한민국의 6인조 보이 음악 그룹이다. 2022년 EP 앨범 [STAGE 0. BETTING STARTS]로 데뷔했다.

## 방송
- Peak Time (2023)

## 음반
- STAGE 0. BETTING STARTS (2022)
- Fireworks - AIMERS SPECIAL SINGLE (2023)